# Šuma mangrova
Šume mangrova su šume stabala raznih vrsta mangrova, koje su vrlo otporne na sol morske vode, a rastu u obalnim područjima koja zahvaćaju plime i oseke.

## Opis
Zbog vrlo ekstremnih uvjeta koji vladaju u područjima koju zahvaćaju plime i oseke, u šumama mangrova su se razvile ne baš raznovrsne ali zato vrlo produktivne zajednice visoko specijaliziranih živih bića. Razgranato korijenje mangrova kao i sedimenti koji se skupljaju između korijenja su životni prostor i kolijevke za razvoj mnogobrojnih vrsta. To su važna mjesta za mriještenje i odrastanje mnogih vrsta riba i rakova od kojih će neki kasnije nastanjivati koraljne grebene ili druge ekosustave obalnih voda. Najveće rasprostranjenosti šuma mangrova su područja estuarija velikih rijeka u toplim područjima s puno kiše. Duž obala s aridnom klimom, na koraljnim otocima i na sjevernim i južnim završecima suptropskih područja razvili su se niži, grmoliki oblici mangrova.

## Korištenje
Brojne "proizvode" ekosustava šuma mangrove ljudi skupljaju i koriste (neke vrste rakova i školjki). Osim toga, ovi su sustavi od iznimne važnosti za obnovu ribljeg fonda kao i drugih oblika života u moru. Pored toga, šume mangrova daju i određenu zaštitu od erozije obala. 
Na primjeru zadnjeg razornog tsunamija pokazalo se, da su ljudska naselja u područjima cjelovitih (neoštećenih ljudskim utjecajem) šuma mangrova značajno manje stradala od onih, gdje tih šuma više nema.

## Ugroženost
Šume mangrova su u velikim dijelovima svijeta ugrožene postavljanjem i sve većim širenjem "bazena" za intenzivni, industrijski uzgoj raznih vrsta kozica. Sljedeći problem predstavlja zagađenje naftom (Panama, Perzijski zaljev), ali i isušivanje područja gdje rastu šume mangrova radi gradnje novih naselja u obalnim područjima. U zadnje se vrijeme ponovo pošumljavaju područja na kojima su nekada postojale te šume (Vijetnam, Tajland, Indija, Filipini). Usprkos tim naporima i dalje se uništavaju šume mangrova. U zadnjih 20 godina površine pod tim šumama smanjene su za oko 25%.